# Ordem e Progresso Futebol Clube
O Ordem e Progresso Futebol Clube é uma agremiação esportiva de Bom Jesus do Norte, do Espírito Santo.

## História
O clube foi fundado no dia 6 de maio de 1914 por: Antonio de Oliveira Borges, José de Oliveira Borges, José de Souza Firmo, José Cabeça Freire, Oswaldo Santos e Otis Menezes, originalmente com o nome de "Ordem e Progresso Foot-Ball Club". Na época era comum utilizar palavras inglesas para descrever partidas de futebol, devido à origem do esporte.
José de Souza Firmo, um dos fundadores, foi o encarregado de pedir ao seu pai, o Sr. Carlos de Figueiredo Firmo, a doação de um terreno, para que nele fosse construído um estádio. O terreno foi doado, e nele construído o estádio, que recebeu o nome de “Estádio Carlos Firmo”, em homenagem ao doador, e tem capacidade para até 3 mil torcedores.

## Títulos
- Vice-Campeonato Capixaba: 1951, 1952 e 1953.
- Campeão Incentivo 1ª.divisão Campeonato Capixaba: 1979
- Campeão Invicto Repescagem e Seletiva 1ª divisão Capixaba: 1980
- Campeão 1º Turno Campeonato Capixaba: 1989
- Campeão da L.B.D.: 1957
- Vice-campeão sulino: 1962
- Campeão Torneio Início L.D.C.I.: 1965
- Campeão LIDEG: 1972
- Campeão L.D.C.I.: 1974
- Vice-campeão LIDEG: 1976 e 1977
- Campeão Taça a Gazetinha e Rede Manchete – divisão de base: 1986
- Campeão 2° Quadrangular Inter Estadual: 1993
- Campeão Taça União LRDSS: 2001

## Site
- «Site Ordem e Progresso»